# Luke Harrold
Luke Harrold (* 2008 in Christchurch) ist ein neuseeländischer Freestyle-Skier. Er startet sowohl in der Halfpipe als auch im Slopestyle und Big Air.

## Karriere
Harrold wurde in Christchurch geboren, wuchs aber in Lake Hāwea auf. Sein internationales Wettkampfdebüt gab er am 9. Oktober 2021 im Skigebiet The Remarkables in der gleichnamigen Gebirgskette. Nicht ganz ein halbes Jahr später nahm er an seinem ersten internationalen Großereignis, den Juniorenweltmeisterschaften in Leysin teil, wobei er seine beste Platzierung mit Rang 11 in der Halfpipe erreichte.
In den darauffolgenden Jahren startete Harrold hauptsächlich bei den diversen kontinentalen Cups der FIS, wobei er einige Wettkämpfe für sich entscheiden konnte.
Am 9. Dezember 2023 gab er im Secret Garden Resort sein Weltcupdebüt, wobei er mit Rang 2 auf Anhieb sein erstes Podest im Weltcup erzielen konnte. Auf den Sieger Alex Ferreira fehlten ihm Ende nur Eindreiviertel Punkte. Die Halfpipe-Wertung der Saison 2023/24 schloss er auf dem 8. Platz ab.
2024 nahm Harrold an den Olympischen Jugend-Winterspielen in Gangwon teil, wo er den bisher größten Erfolg seiner Karriere feierte. Nach Rang 6 im Slopestyle konnte er Bronze im Big Air und Gold in der Halfpipe gewinnen.
Bei den Weltmeisterschaften 2025 im Engadin verpasste er als Vierter nur knapp eine Medaille. Auf den drittplatzierten Alex Ferreira fehlten ihm nur zwei Punkte.

## Erfolge

### Weltmeisterschaften
- Engadin 2025: 4. Halfpipe

### Weltcup
- Saison 2023/24: 8. Halfpipe-Wertung, 27. Park& Pipe-Wertung
- 4 Platzierungen unter den besten 10, davon ein Podestplatz

### Juniorenweltmeisterschaften
- Leysin 2022: 11. Halfpipe, 23. Slopestyle, 29. Big Air
- Cardrona 2023: 5. Big Air, 34. Slopestyle

### Australian New Zealand Cup
- 3 Podestplätze

### Europacup
- 2 Siege

| Datum         | Ort           | Land    | Disziplin |
| ------------- | ------------- | ------- | --------- |
| 18. März 2023 | Laax          | Schweiz | Halfpipe  |
| 9. April 2024 | Piz Corvatsch | Schweiz | Halfpipe  |

### Nor-Am Cup
- 2 Podestplätze, davon ein Sieg

| Datum            | Ort   | Land               | Disziplin |
| ---------------- | ----- | ------------------ | --------- |
| 11. Februar 2023 | Aspen | Vereinigte Staaten | Halfpipe  |

### Olympische Jugend-Winterspiele
- Gangwon 2024: 1. Halfpipe, 3. Big Air, 6. Slopestyle